# Lula-colossal
A lula-colossal (Mesonychoteuthis hamiltoni) é provavelmente a maior espécie de lula existente, e o único membro do gênero Mesonychoteuthis. A lula-colossal é considerada o maior invertebrado em termos de massa do planeta de que se tem conhecimento, podendo ultrapassar os 15 metros de comprimento.

## Características
O Mesonychoteuthis hamiltoni possui a maior cabeça de todos os tipos de lulas, excedendo até o do Architeuthis no tamanho e na robustez. A lula-colossal também possui os maiores olhos no reino animal. Dispõe de um grande bico, formado de duas afiadas calcificações ligadas à sua rádula, e garras giratórias em forma de ganchos, profundamente fixados em seus braços. Habita as águas do Oceano Antártico, sobretudo em profundidades abaixo de 1000m.
Pouco se sabe sobre a vida desta criatura. É um predador, e no mar profundo, se utiliza de bioluminescência para encontrar a presa. Com base em resíduos de lulas encontrados em estômagos de cachalotes, estima-se o tamanho de animais adultos dentro de uma média de 14 metros.
Muitos cachalotes carregam cicatrizes causadas pelos tentáculos da lula-colossal, pois além das ventosas, seus ganchos podem causar feridas profundas. A lula-colossal é uma das principais presas para os cachalotes que se alimentam no Oceano Antártico; 14% dos tentáculos de lula encontrados nestas baleias são da lula-colossal [carece de fontes?].
Recentemente, pescadores da Nova Zelândia encontraram em águas antárticas uma lula-colossal com mais de 14 metros de comprimento. O molusco que pesava 495 quilos tinha olhos do diâmetro de pratos de comida. O animal foi fisgado por acidente, trazido a bordo e conservado no gelo, sendo enviado para estudo na Universidade de Tecnologia de Auckland, Nova Zelândia. Esse é o segundo maior exemplar da lula-colossal já encontrado e está exposto no Museu da Nova Zelândia Te Papa Tongar.
Geralmente, a medida atribuída ao animal refere-se à soma dos comprimento da massa visceral (parte do corpo que aloja os órgãos internos em forma de cone) e da cabeça aos tentáculos. Esta medida tem se mostrado problemática, tendo em vista uma característica anatômica marcante em todo cefalópode: seu corpo é extremamente maleável, podendo se contrair e esticar. A descrição da primeira Architeuthys spp encontrada se refere a um animal com comprimento de 22 metros, encalhado numa praia. Especula-se que um comprimento tão díspar em relação à media se explique exatamente pela elasticidade dos braços e tentáculos. As comparações de dimensão dos indivíduos da espécie são mais precisas quando contabilizam suas massas corporais.
A lula colossal, ao contrário das lulas-gigantes (Architeuthys) à medida que cresce vai adquirindo uma forma redonda em sua cabeça. Os tentáculos da lula-colossal são grandes para agarrarem a presa no gélido mar de Ross. Então o corpo apenas flutua, enquanto seus tentáculos buscam uma presa. Pela baixa energia nesse método de caça, e sob efeito da senescência, lulas moribundas sobem até a superfície. Essa tem sido uma das formas mais registradas de encontros com lulas gigantes ou colossais.

## Morfologia
Diferentemente da Lula Gigante, que possui braços e tentáculos alinhados com pequenos dentes, os membros da lula colossal possuem também ganchos afiados. Seu corpo é robusto e mais largo, e consequentemente mais pesado do que o corpo da lula gigante.
A lula colossal caracteriza um exemplo de gigantismo abissal. Além disso, possui o maior globo ocular conhecido no reino animal, o globo ocular de um espécime coletado sendo medido em 27 cm de diâmetro, e as pupilas, em 9 cm [carece de fontes?]. Acredita-se que quando viva, o globo ocular possuía entre 30 e 40 centímetros de diâmetro.

## Distribuição
A extensão da distribuição da lula colossal vai de vários quilômetros do norte da antártica ao sul da América do Sul, sul da África do Sul e extremo sul da Nova Zelândia, tornando-a uma habitante de todo o oceano austral antártico.

## Linha do tempo
- 1925 - A espécie foi descoberta na forma de dois tentáculos encontrados no estômago de um cachalote.
- 1970 - Uma traineira russa, no mar de Ross, ao largo da costa da Antártida, capturou uma grande lula com um comprimento total de 4 metros, que foi identificado mais tarde como uma fêmea imatura do Mesonychoteuthis hamiltoni.
- 2003 - Um espécime completo foi encontrado perto da superfície, com um comprimento total de 22 metros e um comprimento total e com corpo (massa visceral + cabeça) de 8,5 metros.
- 2007 - Pescadores neozelandeses capturaram a maior lula-colossal de até então; com 495 kg e um comprimento do corpo (massa visceral + cabeça) de  aproximadamente 14 metros.[3][4]